# اویج
آویج روستایی در دهستان آفریز بخش سده شهرستان قائنات استان خراسان جنوبی ایران است. بر پایه سرشماری عمومی نفوس و مسکن در سال ۱۳۹۰ جمعیت این روستا ۳۲۳ نفر (در ۸۶ خانوار) بوده‌است.
شغل اکثر آنها کشاورزی میباشد.